# Henri-Abel Mortier
Henri-Abel Mortier (né le 5 août 1825 à Bavay, Nord - mort le 28 janvier 1889 à Digne-les-Bains, Alpes-de-Haute-Provence) est prélat français du XIXe siècle, qui fut évêque de Digne de 1887 à 1889.

## Biographie
Né de Benoît-Régis Mortier, receveur de l'enregistrement et du domaine âgé de 47 ans, et de Marie Philippine Florentine Joseph Martin, son épouse, est ordonné prêtre pour l'archidiocèse de Cambrai le 23 décembre 1848 par le cardinal Giraud, après des études aux petit puis grand séminaires de Cambrai. D'une famille aisée, l'abbé Mortier manifeste de grandes qualités pour le professorat, enseignant dès 1848 au petit séminaire, fondant en 1851 le collège Notre-Dame-des-Anges à Saint-Amand-les-Eaux, puis de celui de l'Assomption à Bavay en 1852. Curé-doyen et archiprêtre d'Avesnes-sur-Helpe en 1873, il devient vicaire général de Cambrai et archidiacre de Valenciennes en 1881. Préconisé le 2 mai 1887 pour le siège épiscopal de Digne, confirmé par Léon XIII le 26 mai suivant, il est sacré évêque en la cathédrale Notre-Dame-de-Grâce de Cambrai le 24 juillet 1887 par François-Édouard Hasley. Il décède prématurément d'hypertrophie cardiaque le 28 janvier 1889, en son palais épiscopal, au terme d'un épiscopat d'à peine 18 mois qui ne lui aura pas permis de révéler toute la mesure de ses qualités intellectuelles et pastorales.

## Armes
D'azur à un navire d'argent voguant sur une mer de sinople, au Jéhovah d'argent au canton dextre du chef.